# Os Outros (telessérie)
Os Outros (estilizado como OSOUTROS) é uma série de televisão brasileira produzida pelo Globoplay em parceria com os Estúdios Globo. Criada e escrita por Lucas Paraizo com colaboração de Flavio Araujo, Pedro Riguetti, Thaís Fujinaga, Bruno Ribeiro e Dimas Novais e conta com direção de Luisa Lima em parceria com Lara Carmo. A primeira temporada foi lançada em 31 de maio de 2023 no streaming, se tornando um súbito fenômeno em audiência e com a segunda temporada estreando em 15 de agosto de 2024 na  plataforma.
Conta com atuações Adriana Esteves, Eduardo Sterblitch, Thomás Aquino, Antonio Haddad, Maeve Jinkings e Paulo Mendes na primeira temporada e com adição de Letícia Colin, Sergio Guizé, Luis Lobianco, Mariana Nunes nos papéis principais da segunda temporada.
O Ministério da Justiça alterou a classificação indicativa da série. O drama visceral não é recomendada para menores de 16 anos (a idade mínima era 14, anteriormente). Os motivos alegados para essa mudança foram violência, conteúdo sexual e drogas.

## Enredo

### Temporada 1 (2023)
A história mostra o embate entre os casais de vizinhos Wando (Milhem Cortaz) e Mila (Maeve Jinkings); e Cibele (Adriana Esteves) e Amâncio (Thomás Aquino), por conta de uma briga de seus filhos, Rogerio (Paulo Mendes) e Marcinho (Antonio Haddad), gerando consequências absurdas. Enquanto isso, Sérgio (Eduardo Sterblitch), um homem que sabe passar despercebido entre as pessoas, se infiltra com carisma e sedução pelos grupos sociais, mas não dedica tanta atenção à filha, Lorraine (Gi Fernandes). Sérgio acaba vendo uma grande oportunidade de obter vantagens ao se envolver na briga entre os casais vizinhos. 

### Temporada 2 (2024)
A busca de Cibele (Adriana Esteves) e Amâncio (Thomás Aquino) por seu filho Marcinho (Antonio Haddad) já dura dois anos. Agora que Sérgio (Eduardo Sterblitch) está fora da cadeia, Cibele não descansará até descobrir o paradeiro do filho. Após deixar a prisão, Sérgio demonstra estar bem de vida: elege-se vereador e muda-se para o condomínio de luxo Barra Star Dream, onde vive com Lorraine (Gi Fernandes), mãe de Juninho, seu filho com Marcinho, e com Joana (Kênia Bárbara), com quem reatou o casamento. No mesmo condomínio residem o casal Raquel (Letícia Colin) e Paulo (Sérgio Guizé). Raquel, uma mulher profundamente religiosa, sonha em se tornar mãe, e esse desejo afeta seu casamento com Paulo, que enfrenta os fantasmas de seu passado. Também moram no condomínio Seu Durval (Luis Lobianco), um viúvo que vive sozinho com seu gato e é viciado em jogos de azar, e Maria (Mariana Nunes), também viúva, que vive com seu único filho, Kevin (Cauê Campos), e carrega um grande trauma.

## Elenco
| Intérprete            | Personagem                        | Temporadas | Temporadas | Temporadas |
| Intérprete            | Personagem                        | 1ª (2023)  | 2ª (2024)  | 3ª (2026)  |
| --------------------- | --------------------------------- | ---------- | ---------- | ---------- |
| Adriana Esteves       | Cibele Costa Gonçalves            |            |            |            |
| Antonio Haddad        | Márcio Costa Gonçalves (Marcinho) |            |            |            |
| Gi Fernandes          | Lorraine Nogueira                 |            |            |            |
| Kenia Barbara         | Joana Nogueira                    |            |            |            |
| Eduardo Sterblitch    | Sérgio Nogueira                   |            |            | —          |
| Thomás Aquino         | Amâncio Costa Gonçalves           |            |            | —          |
| Milhem Cortaz         | Wando Santos                      |            | —          | —          |
| Maeve Jinkings        | Mila Santos                       |            | —          | —          |
| Drica Moraes          | Lúcia Viana                       |            | —          | —          |
| Paulo Mendes          | Rogério Santos                    |            | —          | —          |
| Letícia Colin         | Raquel Correia                    | —          |            | —          |
| Sergio Guizé          | Paulo Correia                     | —          |            | —          |
| Luis Lobianco         | Durval Amaro                      | —          |            | —          |
| Mariana Nunes         | Maria Guimarães                   | —          |            | —          |
| Cauê Campos           | Kevin Guimarães                   | —          |            | —          |
| Lázaro Ramos          | Roberto                           | —          | —          |            |
| Adanilo               |                                   | —          | —          |            |
| Carol Duarte          |                                   | —          | —          |            |
| Mariana Lima          |                                   | —          | —          |            |
| Bruno Garcia          |                                   | —          | —          |            |
| Pedro Wagner          |                                   | —          | —          |            |
| Leandro Ramos         |                                   | —          | —          |            |
| Larissa Goés          |                                   | —          | —          |            |
| Stella Rabello        | Delegada Magalhães                |            |            | —          |
| Guilherme Fontes      | Jorge Viana                       |            | —          | —          |
| Raphael Logam         | Marcelo Lima                      |            | —          | —          |
| Pedro Ogata           | Souza                             |            | —          | —          |
| Rodrigo Garcia        | Elvis                             |            | —          | —          |
| Magali Biff           | Aurora                            |            | —          | —          |
| Ana Flávia Cavalcanti | Sandra                            |            | —          | —          |
| Gabriel Lima          | Juca                              |            | —          | —          |

### Participações especiais
| Lista de participações especiais | Lista de participações especiais |
| Temporada 1 (2023)               | Temporada 1 (2023)               |
| Intérprete                       | Personagem                       |
| -------------------------------- | -------------------------------- |
| Preto Viana                      | Beto                             |
| Cadu Fávero                      | Tavares                          |
| Xande Valois                     | Maurício                         |
| Bruno Mello                      | Maradona                         |
| Ghael Marlon                     | Vizinho                          |
| Alice Milagres                   | Mila (jovem)                     |
| Kelner Macêdo                    | Amâncio (jovem)                  |
| Temporada 2 (2024)               |                                  |
| Intérprete                       | Personagem                       |
| João Vítor Silva                 | Matheus Aguiar                   |
| Babu Santana                     | Nelson Guimarães                 |
| Pri Helena                       | Beatriz                          |
| Walderez de Barros               | Regina Nogueira                  |
| Temporada 3 (2026)               |                                  |
| Thomás Aquino                    | Amâncio Costa Gonçalves          |

## Produção
O projeto criado por Lucas Paraizo iniciou sua pré-produção em 2019, quando o autor ainda trabalhava nos roteiros das 4ª e 5ª temporadas da série Sob Pressão. No entanto, a série só foi anunciada ao público em janeiro de 2022, através da coluna Patrícia Kogut pelo Jornal O Globo, destacando Adriana Esteves como principal nome a frente do elenco. Paraizo revelou que a TV Globo o procurou para criar uma atração ao estilo do fenômeno gringo This is Us: "A Globo me pediu uma ideia sobre família brasileira, que trouxesse emoção, tendo This Is Us como referência. Por conta de Sob Pressão, fiquei marcado por essa coisa da emoção. E era levar isso para uma história de família.” 
Luísa Lima, que assina Onde Está Meu Coração, assumiu a direção da série tento como referências os premiados filmes Parasita (2019) e Elefante (2003). Thomás Aquino deixou a produção de O Jogo que Mudou a História para assumir um dos papéis centrais da série, o ator foi subistitudo por Rômulo Braga na produção de José Junior . Eduardo Sterblitch foi escolhido para interpretar o ex-policial Sérgio, sendo o primeiro papel dramático do ator. Guilherme Fontes, conhecido pelo sucesso de A Viagem, integrou o elenco como Jorge, um empreiteiro das Olimpíadas do Rio preso por corrupção e marido de Lúcia (Drica Moraes), síndica do condomínio. Magali Biff de Onde Está Meu Coração repete a parceria com a diretora desta vez escalada numa participação como mãe de Mila (Maeve Jinkings). Ana Flávia Cavalcanti, Gabriel Lima, Pedro Ogata, Helena Quintella e Rodrigo García foram adicionados ao elenco como inquilinos do mesmo condomínio. Raphael Logam, que estava em negociações, por fim não entrou para o elenco fixo e sim uma participação especial, sendo manejado para O Jogo que Mudou a História e, posteriormente, assumido a frente das gravações das 4ª e 5ª temporadas da série Impuros.  Em fevereiro, o Globoplay marcou as gravações das primeiras cenas para abril. No entanto as filmagens se iniciaram em maio, encerrando-se em agosto do mesmo ano no Rio de Janeiro. A série teve suas primeiras imagens exibidas ao público pela primeira vez no Rio2C, que destacou o conflito entre os adolescentes, Marcinho (Antonio Haddad) e Rogério (Paulo Mendes).
Antes mesmo da estreia, uma segunda temporada foi confirmada. O pano de fundo será um condomínio diferente da primeira leva, apresentando novos personagens; só alguns integrantes do elenco original vão retornar, tornando a produção uma série antológica.  O criador e roteirista da série, Lucas Paraízo, confirmou em entrevista a volta de Adriana Esteves, Eduardo Sterblitch e Antonio Haddad e Kenia Bárbara, intérprete de Joana, mãe de Lorraine para o elenco principal da segunda temporada, além de Thomás Aquino voltando para uma participação. Maeve Jinkings e Paulo Mendes não retornam para essa temporada, após o episódio final da temporada anterior. Mariana Nunes foi o primeiro novo nome confirmado no elenco, sua personagem foi descrita como uma viúva que busca vingança contra um homem envolvido na morte do marido.  Posteriormente Cauê Campos foi apresentado como filho da personagem de  Nunes. Depois do sucesso como vilã em Todas as Flores, Letícia Colin foi escalada para viver Raquel, uma corretora de imóveis evangélica.  Finalizando sua participação como Átila em Elas por Elas, Sergio Guizé foi confirmado como Paulo, par da personagem de Colin. No mesmo anúncio, Luis Lobianco foi anunciado como Durval, o sindico do novo condomínio.  Raphael Logam deixou a trama para assumir o papel de vilão principal do folhetim das sete, Família é Tudo e a frente da 6ª temporada de Impuros.
Em abril de 2024, a série foi renovada para sua terceira temporada, trazendo uma mudança de cenário para uma cidade do interior. Adriana Esteves e Antonio Haddad foram os primeiros nomes confirmados para o retorno. Por outro lado, Thomás Aquino deixou o elenco para se dedicar à segunda temporada de DNA do Crime, da Netflix, e posteriormente ao reboot de  Vale Tudo. Letícia Colin e Cauê Campos também se desligaram da produção para atuar na novela Garota do Momento, enquanto Sérgio Guizé foi escalado para a continuação de Êta Mundo Bom!, onde reprisa o papel de Candinho, impossibilitando sua participação na nova temporada. Lázaro Ramos e Adanilo foram os primeiros novos nomes confirmados, seguidos por Carol Duarte, que retorna à TV Globo seis anos após sua participação em Segunda Chamada. Mãe e filha na série, Gi Fernandes e Kenia Bárbara também tiveram seus retornos confirmados para a nova fase. Recém-saída de No Rancho Fundo, Mariana Lima assumiu um papel na temporada, sendo anunciada junto a Pedro Wagner, que retorna à emissora após protagonizar o drama policial O Jogo que Mudou a História. Além disso, Bruno Garcia, que havia feito sua última aparição na Globo em 2022 com Sob Pressão, foi escalado para o elenco. Posteriormente, Letícia Colin conseguiu conciliar a agenda e optou por retornar à produção, ajustando as gravações com a reta final da novela das seis.

## Exibição

#### Divulgação
Para promover o lançamento da série, a TV Globo exibiu o primeiro episódio em uma sessão exclusiva para atores e a imprensa, no dia 29 de maio de 2023, no Kinoplex Leblon Globoplay.

#### Streaming
Na plataforma de streaming, Globoplay, a série foi dividida em blocos semanais e a cada semana foram lançados dois episódios, sempre às quartas e sextas-feiras, com o último deles a ser disponibilizado em 7 de julho de 2023.

#### TV Aberta
O primeiro episódio da série foi exibido na Tela Quente no dia 26 de junho de 2023, como aquecimento para a exibição semanal no Globoplay.
Em dezembro de 2023, a TV Globo confirmou oficialmente que a primeira temporada da série será exibida em totalidade na TV aberta no primeiro semestre de 2024, após o término da 24ª temporada do Big Brother Brasil. A série foi exibida entre 18 de abril e 25 de julho de 2024, ocupando a faixa I da linha de shows nas quintas-feiras.
Em abril de 2025, a TV Globo confirmou oficialmente em chamadas, a exibição da segunda temporada da série, sendo exibida entre 29 de abril e 5 de junho de 2025, após o termino da 25ª temporada do Big Brother Brasil, ocupando a faixa II da linha de shows nas terças e quintas-feiras.

## Episódios
| Temporada | Temporada | Episódios | Episódios | Originalmente lançado | Originalmente lançado  | Originalmente lançado |
| Temporada | Temporada | Episódios | Episódios | Estreia da temporada  | Final da temporada     | Emissora              |
| --------- | --------- | --------- | --------- | --------------------- | ---------------------- | --------------------- |
|           | 1         | 12        | 12        | 31 de maio de 2023    | 7 de julho de 2023     | Globoplay             |
|           | 2         | 12        | 12        | 15 de agosto de 2024  | 12 de setembro de 2024 | Globoplay             |

#### Temporada 1 (2023)
| N.º na série | N.º na temp. | Título        | Dirigido por            | Escrito por                                                                                 | Exibição original   |
| --- | ------------ | ------------- | ----------------------- | ------------------------------------------------------------------------------------------- | ------------------- |
| 1 | 1            | "Episódio 1"  | Luisa Lima e Lara Carmo | Lucas Paraizo, Pedro Riguetti e Bárbara Duvivier                                            | 31 de maio de 2023  |
| Marcinho e Rogério brigam, e seus pais se desentendem. Com raiva, Cibele arranha o carro de Wando. Furioso, ele vai atrás dela. Cibele compra uma arma para se proteger.             |              |               |                         |                                                                                             |                     |
| 2 | 2            | "Episódio 2"  | Lima e Carmo            | Paraizo, Fernanda Torres, Flavio Araujo, Riguetti, Duvivier, Thiago Dottori e Bruno Ribeiro | 2 de junho de 2023  |
| Escondidos, Amâncio e Mila consertam o carro de Wando. Cibele e Wando ficam sabendo que Mila e Amâncio saíram juntos e se desentendem. Após briga com Wando, Mila sai de casa.       |              |               |                         |                                                                                             |                     |
| 3 | 3            | "Episódio 3"  | Lima e Carmo            | Paraizo, Torres, Araujo, Riguetti, Duvivier, Dottori e Ribeiro                              | 7 de junho de 2023  |
| A arma de Cibele some, ela se desespera. Após encontrar Amâncio, Mila aceita voltar para casa. Marcinho ameaça Rogério. Cibele intervém e Amâncio sofre as consequências.            |              |               |                         |                                                                                             |                     |
| 4 | 4            | "Episódio 4"  | Lima e Carmo            | Paraizo, Torres, Araujo, Riguetti, Duvivier, Dottori e Ribeiro                              | 9 de junho de 2023  |
| Amâncio e Cibele pedem a ajuda de Sérgio para resolver o problema dos filhos. Sérgio pede pagamento em troca para ajudá-los. Sem dinheiro, Cibele cede a mais uma chantagem.         |              |               |                         |                                                                                             |                     |
| 5 | 5            | "Episódio 5"  | Lima e Carmo            | Paraizo, Torres, Araujo, Riguetti, Duvivier, Dottori e Ribeiro                              | 14 de junho de 2023 |
| Sérgio propõe reforço na segurança do condomínio, Wando discorda. Sérgio planeja um sequestro para assustar Wando, que é levado para casa, onde estão os vizinhos, Amâncio e Cibele. |              |               |                         |                                                                                             |                     |
| 6 | 6            | "Episódio 6"  | Lima e Carmo            | Paraizo, Torres, Araujo, Riguetti, Duvivier, Dottori e Ribeiro                              | 16 de junho de 2023 |
| Lorraine, filha de Sérgio, chega ao condomínio e fica com Marcinho em uma festa. Wando descobre segredos de Dona Lúcia e reconhece o sequestrador. Dona Lúcia visita o marido.       |              |               |                         |                                                                                             |                     |
| 7 | 7            | "Episódio 7"  | Lima e Carmo            | Paraizo, Torres, Araujo, Riguetti, Duvivier, Dottori e Ribeiro                              | 21 de junho de 2023 |
| Com medo de Wando abrir a boca, Sérgio manda Maradona ir atrás de dele. Paranoico, Wando tenta proteger sua família, mas descobre um segredo. Rogério toma uma atitude desesperada.  |              |               |                         |                                                                                             |                     |
| 8 | 8            | "Episódio 8"  | Lima e Carmo            | Paraizo, Torres, Araujo, Riguetti, Duvivier, Dottori e Ribeiro                              | 23 de junho de 2023 |
| Mila mente para o delegado Tavares. Dona Lúcia sofre uma vingança de Sérgio. Rogério fica sozinho, é acolhido por Amâncio e pede ajuda para ir até a mãe.                            |              |               |                         |                                                                                             |                     |
| 9 | 9            | "Episódio 9"  | Lima e Carmo            | Paraizo, Torres, Araujo, Riguetti, Duvivier, Dottori e Ribeiro                              | 28 de junho de 2023 |
| Dona Lúcia recebe um parente em casa, os vizinhos ficam sabendo. Pede a ajuda dele para se vingar de Sérgio. Marcinho e Lorraine armam um plano para irem ao baile funk.             |              |               |                         |                                                                                             |                     |
| 10 | 10           | "Episódio 10" | Lima e Carmo            | Paraizo, Torres, Araujo, Riguetti, Duvivier, Dottori e Ribeiro                              | 30 de junho de 2023 |
| O plano Dona Lúcia se volta contra ela, que decide se esconder. Lorraine e Marcinho brigam com os pais para ficarem juntos. Mais uma tragédia acontece no condomínio.                |              |               |                         |                                                                                             |                     |
| 11 | 11           | "Episódio 11" | Lima e Carmo            | Paraizo, Torres, Araujo, Riguetti, Duvivier, Dottori e Ribeiro                              | 5 de julho de 2023  |
| Sérgio dá um serviço para Rogério. Cibele e Amâncio pedem ajuda da polícia. Mila descobre o envolvimento do filho com Sérgio. Lorraine reencontra o pai, e Sérgio leva Marcinho.     |              |               |                         |                                                                                             |                     |
| 12 | 12           | "Episódio 12" | Lima e Carmo            | Paraizo, Torres, Araujo, Riguetti, Duvivier, Dottori e Ribeiro                              | 7 de julho de 2023  |
| Escondido no carro de Sérgio, Rogério descobre mais sobre Lorraine. Conta para a delegada Magalhães. Sérgio mente para a filha sobre Marcinho. Cibele sente a falta do filho.        |              |               |                         |                                                                                             |                     |

#### Temporada 2 (2024)
| N.º na série | N.º na temp. | Título        | Dirigido por                           | Escrito por                                                                  | Exibição original      |
| --- | ------------ | ------------- | -------------------------------------- | ---------------------------------------------------------------------------- | ---------------------- |
| 13 | 1            | "Episódio 1"  | Luisa Lima, Lara Carmo e Fábio Rodrigo | Lucas Paraizo, Flavio Araujo, Pedro Riguetti, Bruno Ribeiro e Thais Fujinaga | 15 de agosto de 2024   |
| Raquel não concorda que Sérgio corte a árvore entre a casa dela e a dele. Lorraine é surpreendida por uma revelação. Raquel não quer Sérgio no condomínio. Juninho corre perigo. |              |               |                                        |                                                                              |                        |
| 14 | 2            | "Episódio 2"  | Lima, Carmo e Rodrigo                  | Paraizo, Araújo, Riguetti, Ribeiro e Fujinaga                                | 15 de agosto de 2024   |
| Cibele sofre com o sumiço de Marcinho. Raquel tenta ajudar Lorraine. Os avatares de Maria e Paulo se conhecem. Lorraine planeja fugir, Sérgio descobre.                          |              |               |                                        |                                                                              |                        |
| 15 | 3            | "Episódio 3"  | Lima, Carmo e Rodrigo                  | Paraizo, Araújo, Riguetti, Ribeiro e Fujinaga                                | 15 de agosto de 2024   |
| Sérgio faz uma escolha inesperada e pede a ajuda de Raquel para alugar uma casa. Paulo e Raquel vão à clínica de fertilização. Cibele encontra uma pista do filho.               |              |               |                                        |                                                                              |                        |
| 16 | 4            | "Episódio 4"  | Lima, Carmo e Rodrigo                  | Paraizo, Araújo, Riguetti, Ribeiro e Fujinaga                                | 22 de agosto de 2024   |
| Amâncio tenta ver o neto. Joana e Lorraine decidem denunciar Sérgio. Tavares e Sérgio armam uma emboscada e Marcinho fica em perigo. Paulo se choca ao ver Raquel com Juninho.   |              |               |                                        |                                                                              |                        |
| 17 | 5            | "Episódio 5"  | Lima, Carmo e Rodrigo                  | Paraizo, Araújo, Riguetti, Ribeiro e Fujinaga                                | 22 de agosto de 2024   |
| Regina procura Sérgio. Cibele vai ao mesmo restaurante de Sérgio e Marcinho. Raquel descobre sobre a vida virtual do marido. Sérgio inaugura o cassino.                          |              |               |                                        |                                                                              |                        |
| 18 | 6            | "Episódio 6"  | Lima, Carmo e Rodrigo                  | Paraizo, Araújo, Riguetti, Ribeiro e Fujinaga                                | 22 de agosto de 2024   |
| Maria se revolta vendo Paulo e Raquel. Joana e Magalhães armam um plano. Raquel fica devastada com a fala de Maria e Sérgio fica mexido com a ligação da avó.                    |              |               |                                        |                                                                              |                        |
| 19 | 7            | "Episódio 7"  | Lima, Carmo e Rodrigo                  | Paraizo, Araújo, Riguetti, Ribeiro e Fujinaga                                | 29 de agosto de 2024   |
| Raquel alerta Sérgio do transtorno que tem causado. Durval entra no cassino e cai numa cilada. Raquel é ameaçada ao falar sobre o cassino. Sérgio encontra uma câmera.           |              |               |                                        |                                                                              |                        |
| 20 | 8            | "Episódio 8"  | Lima, Carmo e Rodrigo                  | Paraizo, Araújo, Riguetti, Ribeiro e Fujinaga                                | 29 de agosto de 2024   |
| Raquel leva Cibele para sua casa. Magalhães decide invadir o cassino. Marcinho flagra Cibele com Raquel. No hospital, o médico surpreende Raquel e Paulo.                        |              |               |                                        |                                                                              |                        |
| 21 | 9            | "Episódio 9"  | Lima, Carmo e Rodrigo                  | Paraizo, Araújo, Riguetti, Ribeiro e Fujinaga                                | 5 de setembro de 2024  |
| Paulo fica em choque com confissão de Raquel. Sérgio vê Cibele com Marcinho. Maria procura por Paulo e ameaça os vizinhos. Maria faz revelação sobre o passado com Paulo.        |              |               |                                        |                                                                              |                        |
| 22 | 10           | "Episódio 10" | Lima, Carmo e Rodrigo                  | Paraizo, Araújo, Riguetti, Ribeiro e Fujinaga                                | 5 de setembro de 2024  |
| Sérgio leva Marcinho e o neto para verem Cibele. Joana nota que está sendo seguida. Sérgio se desentende com Joana e os vizinhos. Joana encontra um corpo.                       |              |               |                                        |                                                                              |                        |
| 23 | 11           | "Episódio 11" | Lima, Carmo e Rodrigo                  | Paraizo, Araújo, Riguetti, Ribeiro e Fujinaga                                | 12 de setembro de 2024 |
| A polícia investiga o crime, todos são suspeitos. Regina vai para o condomínio. Marcinho quer ir embora com Lorraine e Cibele. Raquel encontra um martelo ensanguentado.         |              |               |                                        |                                                                              |                        |
| 24 | 12           | "Episódio 12" | Lima, Carmo e Rodrigo                  | Paraizo, Araújo, Riguetti, Ribeiro e Fujinaga                                | 12 de setembro de 2024 |
| Cibele vai à delegacia. Marcinho sofre um acidente e os médicos tomam uma difícil decisão. Cibele pede que Raquel cuide de Marcinho. Raquel surpreende com uma escolha.          |              |               |                                        |                                                                              |                        |

## Recepção
A primeira temporada da série foi amplamente recebida com críticas positivas, tanto da crítica especializada quanto do público. O roteiro de Os Outros foi elogiado, com as nuances dos personagens sendo bem aceitas. A direção foi aclamada e o elenco principal, formado por Esteves, Cortaz, Jinkings, Aquino, Sterblitch, Moraes, Haddad, Mendes e Fernandes, foi extremamente exaltado e enaltecido, com atuações sólidas e consistentes. A série foi tratada como "a melhor do ano" por boa parte dos espectadores, e como a melhor série já produzida pelo Globoplay, até então.
A primeira temporada permaneceu no Top 1 do Globoplay desde sua estreia até a exibição do último episódio, sendo um grande sucesso comercial.

### Prêmios e indicações
| Ano  | Prêmio                           | Categoria                            | Nomeação           | Resultado | Ref.          |
| ---- | -------------------------------- | ------------------------------------ | ------------------ | --------- | ------------- |
| 2023 | Melhores do Ano                  | Série do Ano                         | Lucas Paraizo      | Venceu    | [ 38 ] [ 39 ] |
| 2023 | Melhores do Ano                  | Melhor Atriz de Série                | Adriana Esteves    | Venceu    | [ 38 ] [ 39 ] |
| 2023 | Melhores do Ano                  | Melhor Ator de Série                 | Eduardo Sterblitch | Venceu    | [ 38 ] [ 39 ] |
| 2023 | Melhores do Ano                  | Melhor Ator de Série                 | Milhem Cortaz      | Indicado  | [ 38 ] [ 39 ] |
| 2023 | Prêmio Noticiasdetv.com          | Melhor Série                         | Lucas Paraizo      | Indicado  | [ 40 ] [ 41 ] |
| 2023 | Prêmio Noticiasdetv.com          | Melhor Atriz Protagonista            | Adriana Esteves    | Indicado  | [ 40 ] [ 41 ] |
| 2023 | Prêmio Noticiasdetv.com          | Melhor Ator Protagonista             | Milhem Cortaz      | Indicado  | [ 40 ] [ 41 ] |
| 2023 | Prêmio Noticiasdetv.com          | Melhor Atriz Antagonista ou Vilã     | Drica Moraes       | Indicado  | [ 40 ] [ 41 ] |
| 2023 | Prêmio Noticiasdetv.com          | Melhor Ator Antagonista ou Vilão     | Eduardo Sterblitch | Indicado  | [ 40 ] [ 41 ] |
| 2023 | Prêmio Noticiasdetv.com          | Melhor Ator Revelação                | Antônio Haddad     | Indicado  | [ 40 ] [ 41 ] |
| 2023 | Prêmio Noticiasdetv.com          | Melhor Ator em Participação Especial | Guilherme Fontes   | Indicado  | [ 40 ] [ 41 ] |
| 2023 | Melhores do Ano NaTelinha        | Melhor Série ou Documentário         | Lucas Paraizo      | Indicado  | [ 42 ]        |
| 2023 | Melhores do Ano NaTelinha        | Melhor Atriz                         | Adriana Esteves    | Indicado  | [ 42 ]        |
| 2023 | Melhores do Ano NaTelinha        | Melhor Ator                          | Milhem Cortaz      | Indicado  | [ 42 ]        |
| 2023 | Melhores do Ano NaTelinha        | Melhor Ator                          | Eduardo Sterblitch | Indicado  | [ 42 ]        |
| 2023 | Splash Awards                    | Melhor Série Nacional (TV/Streaming) | Lucas Paraizo      | Venceu    | [ 43 ] [ 44 ] |
| 2023 | Splash Awards                    | Melhor Atuação em Série Nacional     | Adriana Esteves    | Venceu    | [ 43 ] [ 44 ] |
| 2023 | Prêmio TVPedia Brasil            | Série ou Minissérie                  | Lucas Paraizo      | Venceu    | [ 45 ]        |
| 2023 | Prêmio TVPedia Brasil            | Atriz de Série ou Minissérie         | Adriana Esteves    | Venceu    | [ 45 ]        |
| 2023 | Prêmio TVPedia Brasil            | Atriz de Série ou Minissérie         | Drica Moraes       | Indicado  | [ 45 ]        |
| 2023 | Prêmio TVPedia Brasil            | Ator de Série ou Minissérie          | Milhem Cortaz      | Indicado  | [ 45 ]        |
| 2023 | Melhores do Ano - Site Duh Secco | Série                                | Lucas Paraizo      | Venceu    | [ 46 ]        |
| 2023 | Prêmio APCA de Televisão         | Série – Ficção                       | Lucas Paraizo      | Venceu    | [ 47 ] [ 48 ] |
| 2023 | Prêmio APCA de Televisão         | Melhor Atriz                         | Adriana Esteves    | Indicado  | [ 47 ] [ 48 ] |
| 2023 | Prêmio APCA de Televisão         | Melhor Atriz                         | Maeve Jinkings     | Indicado  | [ 47 ] [ 48 ] |
| 2023 | Prêmio APCA de Televisão         | Melhor Ator                          | Eduardo Sterblitch | Indicado  | [ 47 ] [ 48 ] |
| 2023 | Prêmio APCA de Televisão         | Melhor Ator                          | Milhem Cortaz      | Venceu    | [ 47 ] [ 48 ] |
| 2023 | Prêmio APCA de Televisão         | Melhor Ator                          | Thomás Aquino      | Indicado  | [ 47 ] [ 48 ] |
| 2024 | Melhores do Ano                  | Série do Ano                         | Lucas Paraizo      | Indicado  | [ 49 ]        |
| 2024 | Melhores do Ano                  | Melhor Ator                          | Eduardo Sterblitch | Indicado  | [ 49 ]        |
| 2024 | Melhores do Ano                  | Melhor Atriz                         | Letícia Colin      | Indicado  | [ 49 ]        |
| 2024 | Prêmio F5                        | Melhor Ator de Série                 | Eduardo Sterblitch | Venceu    | [ 50 ]        |
| 2024 | Prêmio APCA de Televisão         | Série – Ficção                       | Lucas Paraizo      | Indicado  | [ 51 ]        |
| 2024 | Prêmio APCA de Televisão         | Melhor Ator                          | Eduardo Sterblitch | Indicado  | [ 51 ]        |
| 2024 | Prêmio APCA de Televisão         | Melhor Atriz                         | Adriana Esteves    | Indicada  | [ 51 ]        |